# Nematopodius nigroplagiatus
Nematopodius nigroplagiatus là một loài tò vò trong họ Ichneumonidae.